# Nasidius longicauda
Nasidius longicauda är en insektsart som beskrevs av Heinrich Hugo Karny 1929. Nasidius longicauda ingår i släktet Nasidius och familjen Anostostomatidae. Inga underarter finns listade i Catalogue of Life.